# Димитър Павлович
Димитър Христакиев Павлович е български лекар и общественик.

## Биография
Роден е в семейството на просветния деец Христаки Павлович. Негов по-малък брат е художникът Николай Павлович. Той има още трима братя - Павел Павлович, Хрисант Павлович и Илия Павлович, починали в детска възраст, както и три сестри - Мариола Високова, Екатерина Аврамова и Пауника хаджи Денкова (майката на Цветан Радославов). Завършва първоначално образование в родния си град Свищов в Първото класно училище в България, открито през 1831 г. от баща му Христаки Павлович. През 1848 г. изгубва баща си, който умира от холера, а година след това и майка си Севаста Цанкова-Павлович. На 14-15 годишна възраст остава кръгъл сирак.
Благодарение на огромния авторитет и заслугите на баща му, както и на високите интелектуални качества на младежа, издръжката за учението му е поета изцяло от Свищовската градско-църковна община, свищовското читалище и българската „Добродетелна дружина“. След смъртта на бащата и майката на Димитър Павлович свищовлиите изпращат писма до сръбския министър на правосъдието и просвещението Лазар Арсениевич с молба Д. Павлович да бъде приет за ученик в Белградската гимназия. Писмото е от август 1849 г. По доклад на министъра предложението е разгледано и одобрено от сръбския княз Александър Караджорджевич на 13 октомври 1849 г. Той определя месечна стипендия от 3 талера за Д. Павлович. С тези средства и с помощта на Добродетелната дружина Д. Павлович е изпратен в Белград, където завършва тамошната гимназия с отличен успех. Като ученик взема участие в т.нар. Димитракиева буна през 1856 г. След това следва 2 семестъра във философския факултет в Прага и медицина във Виена, където завършва през 1864 г.
От 1 април до края на септември 1862 г. той взема участие в Първата българска легия на Раковски при изгонването на турския гарнизон от Белград, наред с Васил Стоянов, Васил Друмев, Иван Касабов, Васил Левски, Стефан Караджа, Ильо войвода и др. Член е на привременното правителство на Раковски и осъществява дипломатически контакти на Легията със сръбското правителство.
През 1864 г. се установява като лекар в Стара Загора. По същото време там е и брат му Николай Павлович. В Стара Загора Д. Павлович урежда първата аптека по европейски образец, като кани от чужбина фармацевта Розич за управител. Използвайки благоприятните климатични особености в с. Енина, Казанлъшко, той открива първата лечебна станция за гръдноболни.
Освен като лекар се изявява и като член на училищното настоятелство на местното училище. До 1865 година всички класове се обучават от един учител, като в една класна стая се учат слято два класа. Д-р Димитър Павлович прави реформа в преподаването по примера на европейските учебни заведения, като въвежда „класно-урочната система“. Всеки клас се отделя в отделна класна стая и по всеки предмет или два сродни, преподава отделен учител. Освен преподаваните дотогава български език, история и география, земеописание на европейска Турция (т.е. на българските земи), свещена история, катехизис, богословие, математика, естествени науки, чужди езици (гръцки, турски, френски), той въвежда и физика, химия, ботаника, зоология, антропология, логика, риторика. Според д-р Данаджиев в Стара Загора за първи път се преподава история на България, благодарение на трудолюбивия българин. Заедно с това Д. Павлович изнася лекции по хигиена и здравеопазване. За подобряване на учебния процес снабдява училището с най-съвременни помагала и учебници. За две години Павлович си изгражда огромен авторитет и уважение сред старозагорци. Там той се задомява с Теофани, дъщеря на видния старозагорец Анастас х. Стоянович.
През 1867 г. се завръща в Свищов, където е назначен за градски лекар. Много скоро тук си спечелва завиден авторитет сред българи и турци. Наричан е „Слънцето на Свищов“, след като спасява живота на ханъмата на бея.
В родния си град основал аптека, като става неин уредник. За управител на аптеката поканва виенски фармацевт Брумен, а след него и Вантах. По-късно, когато заминава за София оставя аптеката на племенника си Белизар Яков, който имал аптека в Зимнич.
Огромният му авторитет и застъпничеството му пред турските власти спомагат да бъдат спасени много свищовски съзаклятници и революционери, особено след провала на свищовския таен революционен комитет и разбиването на четите на Филип Тотю и Хаджи Димитър. След клането в Стара Загора и Казанлък, много жители от тези градове се преселват в Свищов. „Аз лично бях свидетел, които неуморния д-р Павлович полагаше за лекуването на тия наши съотечественици, освен дето ги лекуваше даром, отпускаше даром и лекарствата от собствената си аптека, а на някой даваше дори и подслон в доста голямата си къща.“ – казва Марко Балабанов. По време на Освободителната война взема участие заедно с български и руски лекари в работата на военните лазарети.
През 1879 г. след Освобождението, той заедно с д-р Алекси Друмев основават свищовската болница. Той е първият главен лекар, а тя първата болница след изгрева на свободата. Помещава се в три турски къщи. Предназначението на болницата е да обслужва заболели опълченци, руски солдати и местното население. През 1894 г. е построена окръжна болница в Свищов, разрушена от земетресението на 4 март 1977 г. Тя вече не съществува, но срещу тази болница е изградена нова 11 етажна болница, която носи името на д-р Димитър Павлович.
Д-р Павлович остава окръжен лекар в Свищов до 1890 г. От 1890 до 1899 г. е главен лекар в Александровска болница в София. Работи за въвеждане на нови клинико-лабораторни методи за изследване. Автор е на известната проба „Павлович-Ривалта“ за диагностика на сериозен менингит. 57-годишен той заминава на специализация в Берлин при д-р Роберт Кох, за да се запознае с новите способи на диагностика и лечение на туберкулозата. Внася оттам първия микроскоп за изследване на туберкулозни бацили. Разработва начини за разгръщане на амбулаторна дейност.
През 1903-1906 г. е окръжен лекар в София. Той изработва типов план за строежа на участъкова амбулатория и успява да построи такава в Сливница. Многократно става председател на Софийското лекарско дружество. Взема участие в Сръбско-българската война и за проявен героизъм е награден с орден. Той получава общо два ордена: „Свети Александър“ IV и „Орден за граждански заслуги“ III степен.
Д-р Павлович е един от основателите на „Българското книжовно дружество“, прераснало впоследствие в „Българска академия на науките“ (БАН). От 1875 година е дописен, а от 1902 година – действителен член на Българското книжовно дружество. През 1882 г. д-р Павлович получава картичка от своя богат роднина Димитър Хадживасилев чрез свищовската параходна станция с която бил официално поканен в дома му в Букурещ. Тогава той е бил на 48 г. Ръководен от патриотични подбуди, Д.Павлович играе активна роля в създаването на първата и най-красива търговска гимназия в страната. Благодарение на енергичното му настояване мечтите на Димитър Хадживасилев стават реалност. Димитър Хадживасилев го определя за изпълнител на завещанието си в което е определена огромна сума за постояването на първата търговска гимназия в България. Тя е построена в Свищов през 1895 г.
Бележития свищовец се проявява и в литературата, като съставя две биографии, автобиография и др. „Черти из живота и дейността на първия български исторически живописец-Николай Павлович“ (1835-1884); „Черти из живота на Димитър Хадживасилев, свищовски благодетел“ (1834-1884).
Д-р Павлович умира на 13.09.1911 г. на 77-годишна възраст. Погребан е до гроба на брат си Николай Павлович в централните софийски гробища.